# Stenocephalum
Stenocephalum là một chi thực vật có hoa trong họ Cúc (Asteraceae).

## Loài
Chi Stenocephalum gồm các loài: